# Нижнедонская культура
Нижнедонская культура — археологическая культура эпохи энеолита (1-я половина IV тыс. до н. э.). Памятники — на территории Воронежской области (Россия). Вместе с самарской и азово-днепровской культурами входит в мариупольскую культурно-историческую область Днепро-Доно-Волжской степи и лесостепи.
Выделена Арсеном Тиграновичем Синюком в 1970-х годах.
Хозяйство — коневодство. Металлических изделий не обнаружено.
Культура характеризуется распространением остродонных и плоскодонных сосудов с «воротником» и пластинчатой техникой изготовления кремнёвых орудий. Керамика — с тиснёным орнаментом в виде оттисков гребёнки, волнистых линий.
Во 2-й половине IV тыс. до н. э. распадается на две локальных культуры — репинскую и среднестоговскую.